# شوتا ماتسوشیما
شوتا ماتسوشیما (انگلیسی: Shōta Matsushima؛ زادهٔ ۲۶ دسامبر ۱۹۹۰) بازیگر اهل ژاپن است. وی از سال ۲۰۰۹ میلادی تاکنون مشغول فعالیت بوده‌است.